# Soulisak Manpaseuth
Soulisak Manpaseuth (laotisch: ສຸລິສັກ ໝັ້ນປະເສີດ; * 1. November 2006) ist ein laotischer Fußballspieler, der als Torwart spielt.

## Karriere

### Verein
Soulisak steht seit 2023 beim IDESA Champasak United FC unter Vertrag. Mit dem Verein aus Pakse spielt er in der ersten Liga des Landes, der Lao Premier League. Sein Debüt machte er am 19. Februar 2023 im Alter von 16 Jahre 03 Monate 18 Tage gegen Master 7 FC, das Spiel verlor Champasak mit 0:4. 

### Nationalmannschaft
Mit der U17-Nationalmannschaft nahm Soulisak Manpaseuth am AFC U17 Asian Cup in Thailand teil. Er kam beim Wettbewerb zu drei Einsätzen. Sein erstes Spiel und gleichzeitig sein Debüt für die Laos U17-Nationalmannschaft war am 15. Juni 2023 gegen das Gastgeberland Thailand U17. Dieses Spiel verlor Laos mit 1:2. Auch die beiden anderen Gruppenspiele gegen Jemen U17 und Malaysia U17 verlor man jeweils mit 1:2 und flog somit in der Gruppenphase als letzter aus dem Turnier.